# Urapterydia
Urapterydia là một chi bướm đêm thuộc họ Geometridae.